# Bandera de Ibi
La bandera de Ibi, o bandera de oro y plata es oficial desde 1980. El día 5 de agosto de dicho año, se toma el primer acuerdo por el Ayutnamiento pleno, adoptándose definitivamente el 12 de mayo, izándose por primera vez en el balcón del mismo el 8 de agosto.

## Diseño

Primera bandera de Ibi, de 1980.

Para su confección se estudiaron varios bocetos encargados a D. Vicente Ferrero Molina, teniendo siempre en cuenta los colores más similares a los del Escudo (oro y plata), y conjugándolos con la idea de la tierra y el cielo, como representación del pobre suelo, y en cambio, generoso horizonte que no señala fronteras a la iniciativa y proyección ibenses. De ahí a que se destinase un tercio al ocre claro y dos al azul celeste, inviertiendo los colores de las torres en aquel primer diseño. Más tarde cambiarían su color por el rojo. En la separación de ambas franjas, se stúa el losange con las barras valencianas.
Posteriormente, como se ha dicho, se modificaron los colores, otrogándosele el color rojo a las torres, y el amarillo y gris a las franjas, según Decreto 116/1994 de la Generalidad Valenciana.

## Datos técnicos
Finalmente, y según la resolución dictada por la Conselleria de Justicia el 28 de enero de 2003:
Tras el dictamen del Consejo Técnico de Heráldica y acorde con las normas autonómicas reguladoras de los símbolos, tratamientos y honores de las entidades locales de la Comunidad Valenciana, la bandera adoptada por el ayuntamiento de Ibi quedará organizada del siguiente modo: “Bandera de proporciones 2:3. Terciada al asta. Al asta, de oro o amarillo, una torre roja abierta y mazonada de sable. Al batiente, de plata o gris perla, otra torre del mismo color, también abierta y mazonada de sable. Entre los campos, centrado, un cuadrado apoyado sobre una punta con las armas reales de Aragón”.